# Miliolidae
Los miliólidos (Miliolidae) son una familia de foraminíferos bentónicos de la superfamilia Milioloidea, del suborden Miliolina y del orden Miliolida. Su rango cronoestratigráfico abarca desde el Luteciense (Eoceno medio) hasta la Actualidad.

## Clasificación
Miliolidae incluye a las siguientes subfamilias y géneros:
- Subfamilia Neaguitinae
  - Neaguites †
- Subfamilia Miliolinae
  - Crenulostomina †
  - Helentappanella †
  - Miliola †
  - Picouina †
  - Rupertianella
  - Pateoris

Otros géneros de Miliolidae no asignados a ninguna subfamilia son:
- Neoquinqueloculina
- Pseudonummoloculina
- Rudoloculina
- Vermiculum

Otros géneros considerados en Miliolidae pero tradicionalmente clasificados en otras familias son:
- Ammosigmoilinella, antes en la Familia Haurinidae
- Planispirinoides, antes en la Familia Spiroloculinidae
- Riveroina, antes en la Familia Riveroinidae
- Sinuloculina, antes en la Familia Haurinidae

Otros géneros considerados en Miliolinae son:
- Cepinula de la Subfamilia Miliolinae, de estatus incierto, considerado sinónimo posterior de Miliola
- Miliolites de la Subfamilia Miliolinae, aceptado como Miliola
- Pentellina de la Subfamilia Miliolinae, aceptado como Miliola
- Saxicolina de la Subfamilia Miliolinae, aceptado como Miliola
- Saxicoline de la Subfamilia Miliolinae, sustituido por Saxicolina
- Texina † de la Subfamilia Neaguitinae, aceptado como Neaguites